# Bătălia de la Stamford Bridge
Bătălia de la Stamford Bridge (lit. de la Podul Stamford) în Anglia este privită adesea ca un reper pentru sfârșitul Erei Vikinge în Marea Britanie. Bătălia a avut loc la 25 septembrie 1066, la puțin timp după ce armata norvegiană invadatoare condusă de regele Harald al III-lea a învins armata seniorilor nordici Edwin de Mercia și Morcar de Northumbria în Bătălia de la Fulford cu două mile la sud de York.
Regele Harold Godwinson al Angliei l-a întâmpinat pe Harald cu propria sa armată, luându-l prin surprindere, cu războinicii fără armuri și nepregătiți după un marș forțat intrat în legendă și care a străbătut regatul de la sud la nord.
Conform Cronicii Anglo-Saxone (SA 1066), dar nemenționată în versiunile precedente, la apariția englezilor Podul de la Stamford a fost imediat ținut de un berseker norvegian, înarmat cu o secure și fără armură. Era vorba despre un războinic de statură impresionantă, mare chiar și pe lângă Harald Hardrade (deci având peste 2 metri). I-a înspăimântat pe englezi și a ținut podul o oră întreagă ucigând pe oricine încerca să treacă. Până la urmă englezii l-au ucis cu lancea dintr-o barca poziționată sub pod.
Dar acest act de curaj solitar i-a dat regelui Harald al III-lea și oamenilor săi destul timp să formeze un cerc pe un promontoriu forțându-i pe englezi să atace în urcare și cu spatele la râu. După o bătălie încrâncenată cu pierderi de ambele părți, dar devastatoare mai ales pentru norvegieni (lipsiți fiind de zale), Harald Hardråde și seniorul Tostig Godwinson, fratele lui Harold Godwinson, au căzut amândoi. Venirea de întăriri norvegiene a prelungit bătălia dar nu i-a schimbat cursul. Înfrângerea norvegienilor a fost decisivă. Regele Harold Godwinson a acceptat un acord cu supraviețuitorii, inclusiv cu fiul lui Hardråde, Olaf, și le-a dat permisiunea să se întoarcă în Norvegia luând cu ei și trupul regelui lor, după ce au jurat să nu mai atace Anglia niciodată.
Dar, deși a câștigat o bătălie, Harold Godwinson urma să piardă în scurt timp un război împreună cu propria viață. La doar două săptămâni după aceea, la 14 octombrie, după ce mărșăluise tocmai din Yorkshire, a fost înfrânt de normanzii ducelui William Cuceritorul, în Bătălia de la Hastings. Cucerirea normandă a Angliei începuse.

## Monumentul în memoria bătăliei
În satul Stamford Bridge a fost ridicat un monument pe care scrie în engleză: 

1066

Bătălia de la Stamford Bridge

Regele Harold al Angliei l-a învins pe fratele său Tostig și pe Harald Hardrada al Norvegiei aici la 25 septembrie 1066